# جو بوير
جو بوير (بالإنجليزية: Joe Boyer) هو سائق سيارة سباق ومهندس أمريكي، ولد في 12 مايو 1890 في ديترويت في الولايات المتحدة، وتوفي في 2 سبتمبر 1924 في تايرون في الولايات المتحدة.

## روابط خارجية
- جو بوير على موقع Racing-Reference.info (الإنجليزية)
- جو بوير على موقع DriverDB.com (الإنجليزية)